# Anolis evermanni
Espèce
Synonymes
- Ctenonotus evermanni (Stejneger, 1904)

Anolis evermanni est une espèce de sauriens de la famille des Dactyloidae.

## Répartition
Cette espèce est endémique de Porto Rico.

## Description
Les mâles mesurent jusqu'à 70 mm et les femelles jusqu'à 45 mm.

## Étymologie
Cette espèce est nommée en l'honneur de Barton Warren Evermann.

## Publication originale
- Stejneger, 1904 : The herpetology of Porto Rico. Annual Report of the United States National Museum for 1902, p. 553-724 (texte intégral).